# Grote Prijs Jef Scherens
Il Grote Prijs Jef Scherens (it.: Gran Premio Jef Scherens) è una corsa in linea di ciclismo su strada maschile che si disputa nella zona di Lovanio, in Belgio, ogni anno nel mese di settembre. Fa parte del calendario UCI Europe Tour come classe 1.1.

## Storia
La corsa è intitolata a Jef Scherens, pistard belga specialista della velocità attivo tra il 1929 e il 1951, vincitore di sette titoli mondiali.
La manifestazione si svolge nella città belga di Lovanio, lungo un circuito da ripetere più volte per un totale di circa 180 km.

## Albo d'oro
Aggiornato all'edizione 2024.
| Anno | Vincitore                             | Secondo                               | Terzo                                 |
| ---- | ------------------------------------- | ------------------------------------- | ------------------------------------- |
| 1963 | Marcel Vanden Bogaert                 | Francesco Miele                       | Walter Muylaert                       |
| 1964 | Norbert Kerckhove                     | André Noyelle                         | Gustaaf Van Vaerenbergh               |
| 1965 | Fernand Deferm                        | Eddy Merckx                           | Emile Daems                           |
| 1966 | Herman Van Springel                   | Robert Lelangue                       | Jos Huysmans                          |
| 1967 | Robert Lelangue                       | Herman Van Springel                   | Remi Van Vreckom                      |
| 1968 | non disputata                         |                                       |                                       |
| 1969 | Frans Verbeeck                        | Roger De Vlaeminck                    | Roger Kindt                           |
| 1970 | Frans Verbeeck                        | Raf Hooybergs                         | Jos Abelhausen                        |
| 1971 | Frans Verbeeck                        | Georges Pintens                       | Edouard Janssens                      |
| 1972 | Gustaaf Hermans                       | Willem Peeters                        | Omer Meeus                            |
| 1973 | Jan van Katwijk                       | Victor Van Schil                      | Théo van der Leeuw                    |
| 1974 | Freddy Maertens                       | Rik Van Linden                        | Frans Verbeeck                        |
| 1975 | Freddy Maertens                       | Ronny Van De Vijver                   | Eddy Merckx                           |
| 1976 | Frans Verbeeck                        | Etienne Van Der Helst                 | Walter Naegels                        |
| 1977 | Walter Planckaert                     | Wilfried Wesemael                     | Benny Schepmans                       |
| 1978 | Frans Van Looy                        | Gustaaf Van Roosbroeck                | Frank Hoste                           |
| 1979 | Marcel Laurens                        | Willy Teirlinck                       | François Van Vlierberghe              |
| 1980 | Ludo Delcroix                         | Frans Van Looy                        | Etienne Van Der Helst                 |
| 1981 | Jan Raas                              | Rudy Pevenage                         | Sean Kelly                            |
| 1982 | Rudy Matthijs                         | Alfons De Wolf                        | Ludwig Wijnants                       |
| 1983 | Adrie van der Poel                    | Ronny Van Holen                       | Jan Bogaert                           |
| 1984 | Ronny Van Holen                       | Jan Wijnants                          | Johan Lammerts                        |
| 1985 | Jozef Lieckens                        | Willem Wijnant                        | Gery Verlinden                        |
| 1986 | Jozef Lieckens                        | Johan Capiot                          | Luc De Decker                         |
| 1987 | Ronny Van Holen                       | Dirk Clarysse                         | Wilfried Peeters                      |
| 1988 | Patrick Schoovaerts                   | Herman Raeymaekers                    | Filip Noe                             |
| 1989 | non disputata                         | non disputata                         | non disputata                         |
| 1990 | Wilfried Peeters                      | Corneille Daems                       | Johan Devos                           |
| 1991 | Wilco Zuijderwijk                     | Olaf Jentzsch                         | Hendrik Redant                        |
| 1992 | Hendrik Redant                        | Johan Museeuw                         | Olaf Ludwig                           |
| 1993 | Frans Maassen                         | Herman Frison                         | Wilfried Peeters                      |
| 1994 | Mauro Bettin                          | Johan Verstrepen                      | Jans Koerts                           |
| 1995 | Erik Dekker                           | Frank Corvers                         | Léon van Bon                          |
| 1996 | Jans Koerts                           | Andrej Sypytkovski                    | Wim Omloop                            |
| 1997 | Stéphane Hennebert                    | Anthony Rokia                         | Frank Høj                             |
| 1998 | Jo Planckaert                         | Johan Verstrepen                      | Raimond Meijs                         |
| 1999 | Marc Streel                           | Michel Vanhaecke                      | Gert Vanderaerden                     |
| 2000 | Dave Bruylandts                       | Andy De Smet                          | Nicki Sørensen                        |
| 2001 | Niko Eeckhout                         | Björn Leukemans                       | Geert Omloop                          |
| 2002 | Andreas Klier                         | Robert Hunter                         | Léon van Bon                          |
| 2003 | Thor Hushovd                          | Roger Hammond                         | Niko Eeckhout                         |
| 2004 | Allan Johansen                        | Karsten Kroon                         | Wouter Van Mechelen                   |
| 2005 | Joost Posthuma                        | Björn Leukemans                       | Rory Sutherland                       |
| 2006 | Marcel Sieberg                        | Dirk Müller                           | Sergej Lagutin                        |
| 2007 | Bram Tankink                          | Janek Tombak                          | Frédéric Amorison                     |
| 2008 | Wouter Mol                            | Janek Tombak                          | Kurt Hovelynck                        |
| 2009 | Sebastian Langeveld                   | Stijn Vandenbergh                     | Frédéric Amorison                     |
| 2010 | Lars Boom                             | Maxime Vantomme                       | Fabian Wegmann                        |
| 2011 | Jérôme Pineau                         | Kenny Dehaes                          | Guillaume Van Keirsbulck              |
| 2012 | Steven Caethoven                      | Stijn Neirynck                        | Frédéric Amorison                     |
| 2013 | Bert De Backer                        | Sep Vanmarcke                         | Jasper Stuyven                        |
| 2014 | André Greipel                         | Tom Van Asbroeck                      | Danny van Poppel                      |
| 2015 | Björn Leukemans                       | Dimitri Claeys                        | Mark McNally                          |
| 2016 | Dimitri Claeys                        | Pim Ligthart                          | Roman Majkin                          |
| 2017 | Timothy Dupont                        | Kenny Dehaes                          | Justin Jules                          |
| 2018 | Jasper Stuyven                        | Jonas Van Genechten                   | Timothy Dupont                        |
| 2019 | Niccolò Bonifazio                     | Hugo Hofstetter                       | Timothy Dupont                        |
| 2020 | annullata per la Pandemia di COVID-19 | annullata per la Pandemia di COVID-19 | annullata per la Pandemia di COVID-19 |
| 2021 | Niccolò Bonifazio                     | Nacer Bouhanni                        | Gianni Vermeersch                     |
| 2022 | Victor Campenaerts                    | Zdeněk Štybar                         | Alexander Kristoff                    |
| 2023 | Arnaud De Lie                         | Stan Van Tricht                       | Axel Laurance                         |
| 2024 | Markus Hoelgaard                      | Mike Teunissen                        | Milan Menten                          |